# ТММ (тяжёлый механизированный мост)
ТММ — тяжелый механизированный мост 

Тяжелый механизированный мост ТММ предназначен для устройства мостовых переходов через препятствия шириной до 40 м и глубиной до 3 м с целью пропуска через них колесных и гусеничных нагрузок весом до 60 т.

## Техническое описание
Комплект моста состоит из четырех мостоукладчиков на шасси автомобиля КрАЗ-214, которые несут на себе мостовые блоки и имеют специальные устройства для механизированной наводки мостов.

На трех мостоукладчиках перевозятся мостовые блоки, состоящие из пролетного строения и промежуточной опоры, а на одном мостоукладчике перевозится только пролетное строение.

### Технические характеристики
- длина мостового блока – 11,5 м;
- длина пролета, перекрываемого мостовым блоком – 10,5 м;
- ширина проезжей части моста – 3,8 м;
- ширина колеи – 1,5 м;
- время сборки четырехпролетных мостов днем – 45—60 мин;
- время сборки четырехпролетных мостов ночью – до 90 мин;
- средняя транспортная скорость по грунтовым дорогам – 30—35 км/ч;
- максимальная транспортная скорость – 55 км/ч;
- вес мостоукладчика с мостовым блоком – 19 т;
- расчет на комплект – 12 чел.